# Dilbeek
Dilbeek là một đô thị ở tỉnh Vlaams-Brabant, vùng Flanders, một trong ba vùng của Bỉ. Đô thị này bao gồm các làng Dilbeek, Groot-Bijgaarden, Itterbeek, Schepdaal, Sint-Martens-Bodegem, và Sint-Ulriks-Kapelle.  Dilbeek nằm ngay bên ngoài vùng thủ đô Brussels-Capita, ở Payottenland. Dilbeek nằm ở khu vực sử dụng tiếng Hà Lan, ngoài ra còn có cộng đồng thiểu số nói tiếng Pháp có đại diện 4 đại biểu trong số 33 đại biểu hội đồng địa phương. Khu vực này phàn lớn là khu dân cư, đất nông nghiệp và một vài khu vực công nghiệp.

## Dân địa phương nổi tiếng
- Saint Alena, thánh Thiên Chúa giáo (mất khoảng năm 640)
- Romain Maes, cu rơ thắng giải Tour de France 1935
- Johan Anthierens, ký giả và nhà văn
- Goedele Liekens, cựu hoa hậu Bỉ
- Urbanus, danh hài

## Thành phố  kết nghĩa
- Áo: OberVellach, một phần Hermagor
- Hoa Kỳ: Dalton, Georgia
- Nam Phi: Franschhoek